# نشلج
نشلج هي قرية في مقاطعة كاشان، إيران. عدد سكان هذه القرية هو 2,168 في سنة 2006.